# Synapha consueta
Synapha consueta är en tvåvingeart som beskrevs av Loïc Matile 1991. Synapha consueta ingår i släktet Synapha och familjen svampmyggor.
Artens utbredningsområde är Nya Kaledonien. Inga underarter finns listade i Catalogue of Life.